# دوستان (فیلم ۲۰۰۱)
«دوستان» (انگلیسی: Friends) فیلمی در ژانر کمدی-درام است که در سال ۲۰۰۱ منتشر شد.